# عصوية ذهبية أرضية
عصوية ذهبية أرضية (الاسم العلمي: Chryseobacterium humi) هي نوع من البكتيريا، سلبية الغرام، تتبع جنس عصوية ذهبية.